# هانی مصیلحی
هانی مصیلحی (انگلیسی: Hany Mouselhy؛ زادهٔ ۲۴ ژوئن ۱۹۶۸) بازیکن والیبال اهل مصر بود.